# جنگ داخلی افغانستان (۲۰۰۱–۱۹۹۶)
جنگ داخلی افغانستان (۱۹۹۶ تا ۲۰۰۱) به درگیریهای طالبان با گروه‌های مخالف از دولت اسلامی مجاهدین بین سالهای ۱۹۹۶ تا ۲۰۰۱م (۱۳۷۵ تا پاییز ۱۳۸۰) عنوان می‌شود. در ۱۹۹۶ برابر با ۱۳۷۵ خورشیدی طالبان، کابل پایتخت افغانستان را تصرف و امارت اسلامی افغانستان را تأسیس نمود. آنها بیش از ۹۰٪ کشور رابه استثنای مناطق کوچکی در شمال شرق (پنجشیر، بدخشان و قسمتی از تخار تحت کنترل احمدشاه مسعود و برهان‌الدین ربانی، و مناطق شمالی دره صوف و بلخاب تحت کنترل حزب وحدت) تحت کنترل گرفتند. 
در همین سال، جامعه جهانی، شامل آمریکا، بیان نمودند که طالبان منبع بسیار پایداری برای به دست گرفتن کنترل این کشور جنگ‌زده هستند. ولی افراط آنها در قوانین اسلامی و مذاکره نکردن با دشمنان به زودی این حرف را نقض کرد. 
در سال ۱۹۹۶، اسامه بن لادن و گروهش القاعده وارد افغانستان شده و از آنجا به عنوان مرکز عملیات‌های خود استفاده نمودند. با وجود طالبان، القاعده توانست از افغانستان برای اهداف نظامی، تعلیم سربازانش، خرید و فروش اسلحه، هماهنگی با دیگر جهادی‌ها و نقشه برای طرح‌های جدید تروریستی خود استفاده کند. پیش از حادثه ۱۱ سپتامبر بین ۱۰٬۰۰۰ تا ۲۰٬۰۰۰ نفر در کمپ‌های القاعده تعلیمات نظامی دیدند.
حادثه بمبگذاری اوت ۱۹۹۸ سفارت آمریکا از سوی رییس جمهور بیل کلینتون به بن لادن نسبت داده شده بود و کلینتون دستور حمله موشکی به کمپ‌های تعلیمی القاعده در افغانستان را صادر کرد. در همان زمان در سال ۱۹۹۹ آمریکا از طالبان خواست که بن لادن را به آنها تحویل دهند که طالبان این خواسته‌ها را رد کردند.
سازمان اطلاعاتی آمریکا در دهه ۹۰ در افغانستان فعالیتهایی داشت که به دنبال دستگیری یا کشتن بن لادن بودند. این تیم چندین عملیات را انجام دادند اما هیچ‌وقت دستور قتل او را از طرف رییس جمهور دریافت نکردند. البته این ماموریت‌ها باعث روابط بسیار خوبی شد که در سال ۲۰۰۱ ورود آمریکا به خاک افغانستان را تسریع بخشید.